# 259387 Atauta
259387 Atauta è un asteroide della fascia principale. Scoperto nel 2003, presenta un'orbita caratterizzata da un semiasse maggiore pari a 2,7392957 UA e da un'eccentricità di 0,1679463, inclinata di 4,46697° rispetto all'eclittica.
L'asteroide è dedicato ad Atauta, località spagnola in Provincia di Soria.